# 斉藤和義
斉藤 和義（さいとう かずよし、1966年〈昭和41年〉6月22日 - ）は、日本のシンガーソングライター。栃木県下都賀郡壬生町出身。

## 略歴
小学生の時にギターと出会う。中学・高校時代にはハードロック・ヘヴィメタルにハマり、LOUDNESSのコピーバンドもしている。高校時代はヘヴィメタル・グッズを原宿で買って、そのままLOUDNESSなどのコンサートに通っていたという。
壬生町立南犬飼中学校、作新学院高等学校を卒業。「オリオン通り」でカレーを食べる青春を送る。この時のことが浜崎貴司との共作につながる。山梨学院大学を2年で中退。地元に戻っていた21歳の時、友人から「東京で一緒に音楽をやろう!」と誘われたのがきっかけで単身上京。
デビュ－前の80年代、吉祥寺の線路脇にあった「第一丸信荘」というアパートに住んでいたことを公表している。岡村靖幸が同時期に住んでいた「コーポインマイライフ」が徒歩30秒と偶然にもきわめて近所だったことを後年知ることになった。
銀座のデパ地下で売る惣菜を作るアルバイトをしながら、プロデビューを目指す。週6で朝6時から閉店まで作り続ける過酷な仕事で、上司から「社員にならないか」と誘われた。後に仲良しになる奥田民生らのユニコーンやJUN SKY WALKER(S)、FLYING KIDSら、当時のバンドブームによるブレイクを羨ましく感じたが、当時人気を博した『三宅裕司のいかすバンド天国』（イカ天）には「将来、あの番組出身なんて言われたくない」とバンドを組んでまでの出演を拒否した。業を煮やした姉から「いつまでもウダウダして。『イカ天』嫌いとか言ってるけど、単に出る勇気がないだけでしょ！」とけしかけられ、売り言葉に買い言葉で「じゃあ出たるわい！」と1992年、『イカ天』の後継番組TBSのオーディション番組『星期六我家的電視・三宅裕司の天下御免ね!』へ出演。
同番組で5週勝ち抜き、レコード会社や芸能事務所から声が掛かり、1993年、27歳のとき「僕の見たビートルズはTVの中」でファンハウスからメジャー・デビュー。
デビュー当時のキャッチフレーズは、フォークシンガーを思わせる『四畳半じゃ狭すぎる』というものであった。
1994年、3rdシングル「君の顔が好きだ」が、大阪を拠点とするFM802の3月の邦楽ヘヴィー・ローテーションに採用、これをキッカケに関西圏での知名度が上昇する。
1994年、「歩いて帰ろう」がフジテレビ系子供番組『ポンキッキーズ』で使われ、注目を集めた。
1995年に同年代の一般女性と結婚。

### デビュー15年目以降
デビューから15年目の2007年から2008年にかけては一気に知名度が高まった。2007年は、リクルート社『ゼクシィ』に作ったテレビCM曲「ウエディング・ソング」が話題になり、UHA味覚糖「e-maのど飴」のテレビCM曲に「愛に来て」が使用された時は本人もCMに出演した。
2008年5月からは、武田薬品工業の「アリナミン」CM曲を担当。ブランドCM曲「おつかれさまの国」と「どんなに頑張ってみても」のフレーズの商品CM曲「やぁ 無情」 の2曲を提供。「やぁ 無情」は第50回日本レコード大賞優秀作品賞を受賞。6月には所属事務所を「ロード&スカイ」に移籍。8月にリリースのベスト・アルバム『歌うたい15 SINGLES BEST 1993〜2007』はオリコンチャートで最高4位を記録した。
他の音楽家との交流にも精力的で、2009年5月に急逝した忌野清志郎とは特に親交が深く、清志郎を愛する多数のアーティストが結集した映画『忌野清志郎 ナニワ・サリバン・ショー 〜感度サイコー!!!〜』にはただ一人、3度全てに出演している。
2010年4月OAの資生堂「IN & ON」CMでは「ずっと好きだった」を提供。
2010年6月3日、結婚して15年になる夫人との間に第一子の男児が誕生した。
2011年4月1日から、東日本大震災へのチャリティーライブ「斉藤和義 on USTREAM 『空に星が綺麗』」（SPEEDSTAR RECORDS公式Ustreamチャンネル）を5週続けて敢行。
2011年6月頃、元BLANKEY JET CITYの中村達也とユニット・MANNISH BOYSを結成。7月24日のJOIN ALIVEを皮切りに、7月31日のフジロックフェスティバルでは「GYPSY AVALON」ステージの「アトミック・カフェ」にユニットで出演
、同フェスの斉藤単独の「WHITE STAGE」では斉藤のバックバンドとして中村が参加。
2011年6月22日、SPEEDSTAR RECORDS公式Ustreamチャンネル内に「斉藤和義 on USTREAM」（斉藤和義チャンネル）を開設。第1回の同日は新曲「雨宿り」などを披露。「斉藤和義 on USTREAM」は、隔週で（月2回）配信予定と発表されていたが、スケジュールは変動的で、第2回の配信は7月20日に延期。第3回は8月31日で8月の配信はその1回のみ。第4回は9月7日予定だったが機材トラブルで翌9月8日に延期、8月26日に宮城県塩竈市で開催されたチャリティライブの模様を2回放送した。配信期間は未定。
2012年、デビュー20年目にしてNHK紅白歌合戦に初出場を果たす。出演者決定インタビューで感想を聞かれた際には、「今年は“ガキ使”が見れないなと思いました。頑張ります」というコメントで笑いを誘った。
2013年、LOUDNESSのメンバーが中心となって行われたがん疾患啓発チャリティーライブ「Rock Beats Cancer FES 2013 Vol.1」に出演。
2013年、デビュー20周年を迎え、さいたまスーパーアリーナで斉藤史上最多収容人数の1万8000人を記録。
2014年5月、国立競技場ファイナルイベント「japan night」に音楽日本代表として豪華アーティストと共に参加。
2014年5月24日、江東区・若洲公園にて「TOKYO METROPOLITAN ROCK FESTIVAL 2014」通称メトロック2014に出演。
2014年8月31日、山中湖で開催された「SWEET LOVE SHOWER2014」に初参加。9月、MANNISH BOYSの2ndアルバム『Mu? Mu? Mu? MANNISH BOYS!!!』を発売。全国ツアーも開始するが、9月29日の脱原発イベント、「NO NUKES 2014」にも参加。この「NO NUKES」には初回の2012年から3年連続出演している。サザンオールスターズの「天国オン・ザ・ビーチ」のミュージック・ビデオに参加。桑田佳祐とは挨拶を交わしたこともあり、また、桑田が斉藤の「やさしくなりたい」を前年の『昭和八十八年度! 第二回ひとり紅白歌合戦』でカバーしており、斉藤はかつてラジオの企画で「真夏の果実」をカバーしている。
2015年3月14日、2回目となるビクター主催のロックフェスティバル「ビクター ロック祭り〜2015〜」に出演。
2018年7月11日、寺岡呼人のソロデビュー25周年記念企画として結成されたカーリングシトーンズに参加。
2018年7月25日、デビュー25周年を記念したベスト・アルバム『歌うたい25 SINGLES BEST 2008〜2017』をリリース。
2023年12月25日、岡村靖幸とともに記者会見を行い、音楽ユニット「岡村和義」を結成し2024年1月から活動を開始することを発表した。

## 人物
血液型O型。身長181 cm。既婚。
大の猫好きで、自宅で猫を飼っており、猫を詞に取り入れた曲のプレイリストがある。シングル「やわらかな日」のジャケット写真は、飼い猫を自ら撮影したものである。
自身の発言や、ミュージック・ビデオでのパロディなどから、下ネタ好きとしても知られる。

### 音楽遍歴
子どもの頃は草野球をする傍ら、吹奏楽部でトランペットを吹いていた。当時は沢田研二や西城秀樹、世良公則&ツイスト、もんた&ブラザーズ、ピンク・レディーなど、歌謡曲や日本のロックをよく聴いた。最初に自分でお金出して買ったレコードはサーカスの「Mr.サマータイム」。まわりの影響で中学1年生のときにアコースティック・ギターを買ってもらい、井上陽水や吉田拓郎、チューリップ、オフコースなどのフォーク／ニューミュージックをコピーし、バンドを組む。中学2年生でエレキギターを買い、当時のフュージョンブームもあり、高中正義の「BLUE LAGOON」などをコピーした。ライブ初観戦も高中。中学生時代、姉の影響でマイケル・シェンカー・グループ、キッス、エアロスミス、ヴァン・ヘイレン、AC/DCなどのハードロック・ヘヴィメタルに傾倒する。中学3年時に初めて本格的なバンドを結成し、学園祭にも出演した。当時はギター専門でまだ歌っていなかった。20代になると、ブルースを中心に洋楽のロックをカバーするようになる。ビートルズ、ローリング・ストーンズ、ボブ・ディラン、トム・ウェイツ、ジョニー・ウィンター、ジェフ・バックリィ、レッド・ホット・チリ・ペッパーズなども好きなアーティストとして挙げている。自身のルーツとなる曲を訊かれ、斉藤はビートルズの「I Am the Walrus」、沢田研二の「カサブランカ・ダンディ」、LOUDNESSの「LONELY PLAYER」をあげている。

### 伊坂幸太郎との関係
作家の伊坂幸太郎は会社勤めをしながら小説を書いていた際、通勤中に「幸福な朝食 退屈な夕食」を聴いて退職を決意、執筆活動に専念することにしたと語っている。のちに伊坂の書き下ろし短編小説「アイネクライネ」を基に、斉藤が「ベリーベリーストロング 〜アイネクライネ〜」を作詞・作曲、コラボレーション作が生まれた。「アイネクライネ」は、「ベリー ベリー ストロング 〜アイネクライネ〜」を収録したシングル「君は僕のなにを好きになったんだろう」に初回盤特典として封入され、当シングルのジャケットは漫画家の佐藤秀峰が描いており、佐藤も斉藤のファンであると公言している。
伊坂の短編小説「フィッシュストーリー」が中村義洋監督作品として映画化（2008年3月公開）された際は、劇中のパンクバンド「逆鱗」の曲として「FISH STORY」を、エンディング・テーマ曲として「Summer Days」を提供した。
「ゴールデンスランバー」（2010年1月公開、中村義洋監督）でも、音楽を担当。原作タイトルの由来となったビートルズの同名曲「Golden Slumbers」をカバーし、オープニングテーマ・劇中歌として使用された。また、エンディングテーマとして「幸福な朝食 退屈な夕食」（映画化に際し新録）が使用されている。
短編集『フィッシュストーリー』に収録の一編「ポテチ」が、同じく中村義洋監督で2012年春に公開となり、音楽を担当することになった。
2019年、伊坂の小説作品である『アイネクライネナハトムジーク』が映画化、同年9月20日に公開。斉藤が劇中音楽を担当し、主題歌に新曲「小さな夜」を提供した。

## ディスコグラフィ

### シングル

#### CDシングル
|      | 発売日         | タイトル                                                                      | 規格                 | 規格品番                                  | 最高位 |
| ---- | -------------- | ----------------------------------------------------------------------------- | -------------------- | ----------------------------------------- | ------ |
| 1st  | 1993年8月25日  | 僕の見たビートルズはTVの中                                                    | 8cmCD                | FHDF-1309                                 | -      |
| 2nd  | 1993年11月26日 | Rain Rain Rain                                                                | 8cmCD                | FHDF-1341                                 | -      |
| 3rd  | 1994年2月2日   | 君の顔が好きだ                                                                | 8cmCD                | FHDF-1353                                 | -      |
| 4th  | 1994年6月1日   | 歩いて帰ろう                                                                  | 8cmCD                | FHDF-1395                                 | 60位   |
| 5th  | 1994年9月24日  | 彼女                                                                          | 8cmCD                | FHDF-1411                                 | -      |
| 6th  | 1994年11月23日 | déjà vu                                                                       | 8cmCD                | FHDF-1428                                 | 67位   |
| 7th  | 1995年3月1日   | ポストにマヨネーズ                                                            | 8cmCD                | FHDF-1444                                 | -      |
| 8th  | 1995年6月25日  | 通りに立てば                                                                  | 8cmCD                | FHDF-1488                                 | -      |
| 9th  | 1995年10月4日  | 大丈夫                                                                        | 8cmCD                | FHDF-1506                                 | 48位   |
| 10th | 1996年1月1日   | 空に星が綺麗                                                                  | 8cmCD                | FHDF-1534                                 | 78位   |
| 11th | 1996年2月1日   | 砂漠に赤い花                                                                  | 8cmCD                | FHDF-1531                                 | 90位   |
| 12th | 1996年8月21日  | Baby,I LOVE YOU                                                               | 8cmCD                | FHDF-1568                                 | 87位   |
| 13th | 1997年1月22日  | 郷愁                                                                          | 8cmCD                | FHDF-1607                                 | 47位   |
| 14th | 1997年4月9日   | 幸福な朝食 退屈な夕食                                                         | 8cmCD                | FHDF-1627                                 | -      |
| 15th | 1997年11月21日 | 歌うたいのバラッド                                                            | 8cmCD                | FHDF-1660                                 | 91位   |
| 16th | 1998年2月21日  | Hey! Mr.Angryman                                                              | 8cmCD                | FHDF-1674                                 | -      |
| 17th | 1998年12月2日  | ソファ                                                                        | 12cmCD               | FHCF-2449                                 | 34位   |
| 18th | 2000年2月23日  | アゲハ                                                                        | 12cmCD               | VICL-35108                                | 44位   |
| 19th | 2001年7月25日  | 劇的な瞬間                                                                    | 12cmCD               | VICL-35282                                | 40位   |
| 20th | 2001年10月24日 | ロケット                                                                      | 12cmCD               | VICL-35321                                | 49位   |
| 21st | 2001年12月5日  | 月の向こう側                                                                  | 12cmCD               | VICL-35338                                | 50位   |
| 22nd | 2002年11月20日 | やわらかな日                                                                  | 12cmCD               | VICL-35446                                | 43位   |
| 23rd | 2003年3月5日   | 喜びの唄                                                                      | 12cmCD               | VICL-35475                                | 72位   |
| 24th | 2004年3月24日  | ぼくらのルール                                                                | 12cmCD               | VICL-35624                                | 82位   |
| 25th | 2004年8月25日  | 真夜中のプール                                                                | 12cmCD               | VICL-35706                                | 42位   |
| 26th | 2004年11月17日 | 約束の十二月/誰かの冬の歌                                                     | 12cmCD               | VICL-35739                                | 48位   |
| 27th | 2005年1月29日  | 世界を白くぬれ!                                                               | 12cmCD               | KGSR-1003                                 |        |
| 28th | 2005年10月19日 | FLY〜愛の続きはボンジュール!〜                                                | 12cmCD               | VICL-35891(初回限定盤) VICL-35892(通常盤) | 37位   |
| 29th | 2006年5月24日  | ハミングバード                                                                | 12cmCD               | VICL-36060                                | 55位   |
| 30th | 2006年10月20日 | 破れた傘にくちづけを                                                          | 12cmCD               | HRCN-311002                               |        |
| 31st | 2007年1月24日  | ウエディング・ソング                                                          | 12cmCD               | VICL-36205                                | 16位   |
| 32nd | 2007年6月20日  | 君は僕のなにを好きになったんだろう ベリー ベリー ストロング〜アイネクライネ〜 | 12cmCD+DVD+本 12cmCD | VIZL-241(初回限定盤) VICL-36310(通常盤)   | 20位   |
| 33rd | 2007年9月5日   | 虹                                                                            | 12cmCD+DVD 12cmCD    | VIZL-254(初回限定盤) VICL-36334(通常盤)   | 44位   |
| 34th | 2008年9月17日  | やぁ 無情                                                                     | 12cmCD               | VICL-36459                                | 10位   |
| 35th | 2008年12月3日  | おつかれさまの国                                                              | 12cmCD               | VICL-36479(初回限定盤) VICL-36480(通常盤) | 13位   |
| 36th | 2009年5月6日   | ドント・ウォーリー・ビー・ハッピー                                            | 12cmCD               | VICL-36497(初回限定盤) VICL-36498(通常盤) | 19位   |
| 37th | 2009年8月5日   | COME ON!                                                                      | 12cmCD               | VICL-36520                                | 16位   |
| 38th | 2010年4月21日  | ずっと好きだった                                                              | 12cmCD               | VICL-36575(初回限定盤) VICL-36576(通常盤) | 8位    |
| 39th | 2011年11月2日  | やさしくなりたい                                                              | 12cmCD               | VICL-37410                                | 6位    |
| 40th | 2012年5月2日   | 月光                                                                          | 12cmCD               | VICL-36801(初回限定盤) VICL-36802(通常盤) | 10位   |
| 41st | 2013年4月17日  | ワンモアタイム                                                                | 12cmCD               | VICL-36820                                | 9位    |
| 42nd | 2013年9月18日  | Always                                                                        | 12cmCD+グッズ 12cmCD | VIZL-720(初回限定盤) VICL-36920(通常盤)   | 10位   |
| 43rd | 2013年10月16日 | かげろう                                                                      | 12cmCD+本            | VIZL-820(初回限定盤)                      | 12位   |
| 44th | 2015年9月2日   | 攻めていこーぜ!/傷口                                                          | 12cmCD+グッズ 12cmCD | VIZL-990(初回限定盤) VICL-37800(通常盤)   | 16位   |
| 45th | 2016年6月8日   | マディウォーター                                                              | 12cmCD×2 12cmCD      | VIZL-1049(初回限定盤) VICL-37349(通常盤)  | 11位   |
| 46th | 2017年2月22日  | 遺伝                                                                          | 12cmCD+グッズ 12cmCD | VIZL-1600(初回限定盤) VICL-38300(通常盤)  | 15位   |
| 47th | 2018年11月28日 | カラー                                                                        | 12cmCD               | VICL-38100(初回限定盤) VICL-38101(通常盤) | 17位   |
| 48th | 2019年2月20日  | アレ                                                                          | 12cmCD               | VICL-38500(初回限定盤) VICL-38501(通常盤) | 17位   |
| 49th | 2019年11月20日 | いつもの風景                                                                  | 12cmCD+グッズ 12cmCD | VIZL-1670(初回限定盤) VICL-38560(通常盤)  | 29位   |

#### 企画
1. 五秒の再会 - 斉藤和義と玲葉奈（2002年3月20日発売）
2. キヨシローに憧れて - Golden Circle feat.斉藤和義（寺岡呼人・ゆず・斉藤和義）
3. オリオン通り - 斉藤和義と浜崎貴司※宇都宮限定発売（2004年8月7日発売）

#### 配信限定シングル
|      | 配信日         | タイトル               | 規格                   | 備考                                                                           |
| ---- | -------------- | ---------------------- | ---------------------- | ------------------------------------------------------------------------------ |
| 1st  | 2011年6月22日  | 雨宿り                 | デジタル・ダウンロード |                                                                                |
| 2nd  | 2014年12月10日 | Endless                | デジタル・ダウンロード | WEBドラマ『タイムスリップ！堀部安兵衛』主題歌                                  |
| 3rd  | 2014年12月10日 | ワンダーランド         | デジタル・ダウンロード | NHK宇都宮放送局開局70周年記念 栃木発地域ドラマ『ライド ライド ライド』主題歌   |
| 4th  | 2016年7月8日   | ひまわりに積もる雪     | デジタル・ダウンロード | WEBムービー『マキアージュ スノービューティー2016』主題歌                       |
| 5th  | 2016年9月9日   | 行き先は未来           | デジタル・ダウンロード | 松竹映画『超高速!参勤交代 リターンズ』主題歌                                   |
| 6th  | 2017年4月12日  | はるかぜ               | デジタル・ダウンロード | サントリー『鏡月』CMソング                                                     |
| 7th  | 2017年7月26日  | I'm a Dreamer          | デジタル・ダウンロード | テレビ東京系土曜ドラマ24『居酒屋ふじ』主題歌                                   |
| 8th  | 2017年12月13日 | 始まりのサンセット     | デジタル・ダウンロード | 中外製薬スペシャルムービー「ある、かかりつけ薬剤師の一日」篇テーマソング       |
| 9th  | 2019年6月22日  | 小さな夜               | デジタル・ダウンロード | 映画『アイネクライネナハトムジーク』主題歌                                     |
| 10th | 2020年7月1日   | 純風                   | デジタル・ダウンロード | テレビ朝日系『じゅん散歩』新テーマソング                                       |
| 11th | 2020年8月12日  | 一緒なふたり           | デジタル・ダウンロード | ACジャパン盲導犬CMキャンペーンソング                                           |
| 12th | 2020年12月16日 | 2020 DIARY             | デジタル・ダウンロード |                                                                                |
| 13th | 2021年2月26日  | 上を向いて歩こう       | デジタル・ダウンロード | 映画『半径1メートルの君〜上を向いて歩こう〜』主題歌                            |
| 14th | 2021年3月10日  | Boy                    | デジタル・ダウンロード | ジャケットのイラストとMVのアニメーションを漫画家の浦沢直樹が担当               |
| 15th | 2021年10月1日  | 朝焼け                 | デジタル・ダウンロード | 映画『リクはよわくない』主題歌                                                 |
| 16th | 2021年10月13日 | Over the Season        | デジタル・ダウンロード | 東洋水産「マルちゃん 赤いきつねと緑のたぬき」CMソング                          |
| 17th | 2021年10月27日 | 寝ぼけた街に           | デジタル・ダウンロード | UTグループ企業理念ムービー「Upward Together」テーマソング                      |
| 18th | 2022年5月11日  | 俺たちのサーカス       | デジタル・ダウンロード | ENEOS「春のEneKeyキャンペーン」テーマソング                                    |
| 19th | 2024年10月18日 | 泣くなグローリームーン | デジタル・ダウンロード | テレビ朝日系ドラマ『ザ・トラベルナース』シーズン2主題歌                        |
| 20th | 2025年2月12日  | 透明の地図             | デジタル・ダウンロード | リクルート『SUUMO』ウェブCMソング                                              |
| 21st | 2025年4月23日  | HAPPY                  | デジタル・ダウンロード | 読売テレビ・日本テレビ系情報番組『サタデーLIVE ニュース ジグザグ』テーマソング |

|   | 配信日        | タイトル                                                                       | 規格                   | 備考                                                                                      |
| - | ------------- | ------------------------------------------------------------------------------ | ---------------------- | ----------------------------------------------------------------------------------------- |
| - | 2022年7月22日 | 明日大好きなロックンロールバンドがこの街にやってくるんだ – From THE FIRST TAKE | デジタル・ダウンロード | THE FIRST TAKE MUSICからの発売 アサヒスーパードライ×THE FIRST TAKE WEB CMタイアップソング |
| - | 2022年8月25日 | 歌うたいのバラッド – From THE FIRST TAKE                                       | デジタル・ダウンロード | THE FIRST TAKE MUSICからの発売。                                                          |

### アルバム

#### オリジナル・アルバム
|      | 発売日         | タイトル               | 規格                                                                | 規格品番                                                                                             | 最高順位 |
| ---- | -------------- | ---------------------- | ------------------------------------------------------------------- | --- | -------- |
| 1st  | 1993年9月26日  | 青い空の下…            | 12cmCD                                                              | FHCF-2114                                                                                            | -        |
| 2nd  | 1994年3月24日  | 素敵な匂いの世界       | 12cmCD                                                              | FHCF-2157                                                                                            | 60位     |
| 3rd  | 1995年2月1日   | WONDERFUL FISH         | 12cmCD                                                              | FHCF-2209                                                                                            | 28位     |
| 4th  | 1996年2月28日  | FIRE DOG               | 12cmCD                                                              | FHCF-2277                                                                                            | 14位     |
| 5th  | 1997年2月26日  | ジレンマ               | 12cmCD                                                              | FHCF-2359                                                                                            | 8位      |
| 6th  | 1997年12月26日 | Because                | 12cmCD                                                              | FHCF-2408                                                                                            | 19位     |
| 7th  | 2000年3月23日  | COLD TUBE              | 12cmCD                                                              | VICL-60550                                                                                           | 18位     |
| 8th  | 2002年1月17日  | 35 STONES              | 12cmCD                                                              | VICL-60826                                                                                           | 12位     |
| 9th  | 2003年3月26日  | NOWHERE LAND           | 12cmCCCD                                                            | VICL-61096                                                                                           | 41位     |
| 10th | 2004年4月21日  | 青春ブルース           | 12cmCD                                                              | VIZL-113(初回限定盤) VICL-61336(通常盤)                                                              | 18位     |
| 11th | 2006年6月21日  | 俺たちのロックンロール | 12cmCD＋DVD 12cmCD                                                  | VIZL-192(初回限定盤) VICL-61969(通常盤)                                                              | 13位     |
| 12th | 2007年10月17日 | I ♥ ME                 | 12cmCD＋DVD 12cmCD                                                  | VIZL-260(初回限定盤) VICL-62600(通常盤)                                                              | 7位      |
| 13th | 2009年9月16日  | 月が昇れば             | 12cmCD＋写真集 12cmCD                                               | VICL-63400(初回限定盤) VICL-63401(通常盤)                                                            | 7位      |
| 14th | 2010年10月27日 | ARE YOU READY?         | 12cmCD＋写真集 12cmCD                                               | VICL-63676(初回限定盤) VICL-63677(通常盤)                                                            | 7位      |
| 15th | 2011年10月19日 | 45 STONES              | 12cmCD×2 12cmCD                                                     | VIZL-545(初回限定盤) VICL-64045(通常盤)                                                              | 2位      |
| 16th | 2013年10月23日 | 斉藤                   | 12cmCD×2+バブルヘッド人形 12cmCD                                    | VIZL-920(1万枚限定・20周年記念「斉藤」「和義」スペシャルセットパッケージ) VICL-64120(通常盤)         | 2位      |
| 17th | 2013年10月23日 | 和義                   | 12cmCD×2+バブルヘッド人形 12cmCD                                    | VIZL-920(1万枚限定・20周年記念「斉藤」「和義」スペシャルセットパッケージ) VICL-64220(通常盤)         | 3位      |
| 18th | 2015年10月28日 | 風の果てまで           | 12cmCD×2+DVD 12cmCD×2 12cmCD                                        | VIZL-1020(初回限定盤A) VIZL-1021(初回限定盤B) VICL-64600(通常盤)                                     | 2位      |
| 19th | 2018年3月14日  | Toys Blood Music       | 12cmCD×2 12cmCD アナログ盤                                          | VIZL-1800(初回限定盤) VICL-65100(通常盤) VIJL-60400(アナログ盤)                                      | 1位      |
| 20th | 2020年1月29日  | 202020                 | 12cmCD+DVD 12cmCD アナログ盤                                        | VIZL-2020(初回限定盤) VICL-65320(通常盤) VIJL-60320(アナログ盤)                                      | 4位      |
| 21st | 2021年3月24日  | 55 STONES              | 12cmCD+DVD 12cmCD アナログ盤                                        | VIZL-1850(初回限定盤) VICL-65460(通常盤) VIJL-60310(アナログ盤)                                      | 5位      |
| 22nd | 2023年4月12日  | PINEAPPLE              | 12cmCD+ピンバッジ2種+Tシャツ 12cmCD+ピンバッジ2種 12cmCD アナログ盤 | NZY-10056(VICTOR ONLINE STORE限定盤) VIZL-2030(初回限定盤) VICL-65670(通常盤) VIJL-60280(アナログ盤) | 6位      |

#### ミニ・アルバム
|     | 発売日         | タイトル      | 規格   | 規格品番   | 最高位 |
| --- | -------------- | ------------- | ------ | ---------- | ------ |
| 1st | 1995年3月15日  | WONDERFUL MIX | 12cmCD | FHCF-2214  |        |
| 2nd | 2000年11月29日 | HALF          | 12cmCD | VICL-60664 | 37位   |

#### ベスト・アルバム
|     | 発売日                      | タイトル                           | 規格                              | 規格品番                         | 最高順位 |
| --- | --------------------------- | ---------------------------------- | --------------------------------- | -------------------------------- | -------- |
| 1st | 1998年12月2日               | Golden Delicious                   | 12cmCD                            | FHCF-2445                        | 11位     |
| 2nd | 2000年5月24日               | Collection "B"                     | 12cmCD                            | FHCF-2495                        | 38位     |
| 3rd | 2008年8月6日                | 歌うたい15 SINGLES BEST 1993〜2007 | 12cmCD×3                          | VICL-63015/ 7 VICL-63018/20      | 4位      |
| 4th | 2008年9月17日 2018年5月30日 | Collection "B" 1993〜2007          | 12cmCD×3                          | BVCR-18151/3 VICL-65200/2        | 21位     |
| 5th | 2018年7月25日               | 歌うたい25 SINGLES BEST 2008〜2017 | 12cmCD×4+グッズ 12cmCD×4 12cmCD×3 | VIZL-2025 VIZL-2026 VICL-66025/7 | 4位      |

#### セレクション・アルバム
|     | 発売日        | タイトル | 規格   | 規格品番   | 最高順位 |
| --- | ------------- | -------- | ------ | ---------- | -------- |
| 1st | 2005年12月7日 | 白盤     | 12cmCD | VICL-61773 | 27位     |
| 2nd | 2005年12月7日 | 黒盤     | 12cmCD | VICL-61774 | 40位     |

#### コンセプト・アルバム
|     | 発売日        | タイトル                                                  | 規格                                                 | 規格品番 | 最高位 |
| --- | ------------- | --------------------------------------------------------- | ---------------------------------------------------- | --- | ------ |
| 1st | 2007年3月21日 | 紅盤                                                      | 12cmCD＋DVD 12cmCD                                   | VIZL-224 VICL-62340                                                                                             | 13位   |
| 2nd | 2012年9月19日 | ONE NIGHT ACOUSTIC RECORDING SESSION at NHK CR-509 Studio | 12cmCD                                               | VICL-63920 | 16位   |
| 3rd | 2023年7月26日 | ROCK’N ROLL Recording Session at Victor Studio 301        | 12cmCD+DVD+トートバッグ 12cmCD+DVD 12cmCD アナログ盤 | VIZL-2210＋NZY-10080(VICTOR ONLINE STORE限定盤) VIZL-2210(初回限定盤) VICL-65830(通常盤) VIJL-60340(アナログ盤) | 12位   |

#### ライブ・アルバム
|      | 発売日         | タイトル | 規格                                                               | 規格品番                                                                                                 | 最高順位 |
| ---- | -------------- | --- | ------------------------------------------------------------------ | --- | -------- |
| 1st  | 1999年6月2日   | 十二月 | 12cmCD                                                             | FHCF-2458                                                                                                | 26位     |
| 2nd  | 1999年6月2日   | Golden Delicious Hour | 12cmCD                                                             | FHCF-2459                                                                                                | 30位     |
| 3rd  | 2002年3月20日  | 十二月 〜Winter Caravan Strings〜 | 12cmCD＋8cmCD                                                      | VICL-60872/3                                                                                             | 46位     |
| 4th  | 2005年3月16日  | 弾き語り 十二月 in武道館 | 12cmCD                                                             | VICL-61591                                                                                               | 64位     |
| 5th  | 2010年3月24日  | 斉藤“弾き語り”和義 ライブツアー2009≫2010 十二月 in 大阪城ホール 〜月が昇れば 弾き語る〜                                                                                  | 12cmCD×2 12cmCDx2                                                  | VICL-63608/9(初回限定盤) VICL-63610/1(通常盤)                                                            | 23位     |
| 6th  | 2013年12月25日 | Kazuyoshi Saito 20th Anniversary Live1993-2013“20<21”〜これからもヨロチクビ〜at 神戸ワールド記念ホール2013.8.25                                                          | 12cmCD×3                                                           | VICL- 64320/2(初回限定盤) VICL-64323/5(通常盤)                                                           | 18位     |
| 7th  | 2015年3月18日  | KAZUYOSHI SAITO LIVE TOUR 2014"RUMBLE HORSES" Live at ZEPP TOKYO 2014.12.12                                                                                              | 12cmCD×2                                                           | VIZL-982(初回限定盤) VICL-64380/1(通常盤)                                                                | 23位     |
| 8th  | 2016年9月21日  | KAZUYOSHI SAITO LIVE TOUR 2015-2016 “風の果てまで” Live at 日本武道館 2016.5.22                                                                                          | 12cmCD×3 12cmCD×2                                                  | VIZL-1350(初回限定盤) VICL-64650/1(通常盤)                                                               | 16位     |
| 9th  | 2017年10月25日 | 斉藤和義 弾き語りツアー 2017“雨に歌えば” Live at 中野サンプラザ 2017.06.21                                                                                               | 12cmCD×3 12cmCD×2                                                  | VIZL-1230(初回限定盤) VICL-64830/1(通常盤)                                                               | 19位     |
| 10th | 2018年11月28日 | Kazuyoshi Saito LIVE TOUR 2018 Toys Blood Music Live at 山梨コラニー文化ホール2018.06.02                                                                                 | 12cmCD×2                                                           | VICL-65300/1                                                                                             | 33位     |
| 11th | 2019年3月20日  | KAZUYOSHI SAITO 25th Anniversary Live 1993-2018 25＜ 26〜これからもヨロチクビーチク〜Live at 日本武道館 2018.09.07                                                       | 12cmCD×3                                                           | VICL-65400/2                                                                                             | 28位     |
| 12th | 2019年11月20日 | 斉藤和義 弾き語りツアー2019 “Time in the Garage” Live at 中野サンプラザ 2019.06.13                                                                                       | 12cmCD×3 12cmCD×2                                                  | VIZL-1640(初回限定盤) VICL-65600/1(通常盤)                                                               | 24位     |
| 13th | 2021年10月27日 | KAZUYOSHI SAITO LIVE TOUR 2020 "202020" 幻のセットリストで2日間開催!〜万事休すも起死回生〜 Live at 中野サンプラザホール 2021.4.28                                        | 12cmCD×2+ポーチ 12cmCD×2                                           | VIZL-1932(初回限定盤) VICL-65550/1(通常盤)                                                               | 41位     |
| 14th | 2022年10月5日  | KAZUYOSHI SAITO LIVE TOUR 2021 “202020 & 55 STONES” Live at 東京国際フォーラム 2021.10.31                                                                                | 12cmCD×2+トランプ+フィギュア 12cmCD×2+トランプ 12cmCD×2            | VOSF-11392(VICTOR ONLINE STORE限定セット 初回限定盤) VIZL-1810(初回限定盤) VICL-65420/1(通常盤)          | 21位     |
| 15th | 2023年8月30日  | 斉藤和義 弾き語りツアー「十二月〜2022」Live at 日本武道館 2022.12.21 | 12cmCD×2+ピンバッジ2種+ポーチ 12cmCD×2+ピンバッジ2種 12cmCD×2      | VOSF-12308(VICTOR ONLINE STORE限定セット 初回限定盤) VIZL-2033(初回限定盤) VICL-65680/1(通常盤)          | 31位     |
| 16th | 2023年12月20日 | KAZUYOSHI SAITO LIVE TOUR 2023 PINEAPPLE EXPRESS 〜明日大好きなロックンロールバンドがこの街にやってくるんだ〜 Live at 川口総合文化センターリリア メインホール 2023.07.22 | 12cmCD×2+下敷き+フェイスタオル＋ポスター 12cmCD×2+下敷き 12cmCD×2  | VOSF-12479(VICTOR ONLINE STORE限定セット 初回限定盤) VIZL-2222(初回限定盤) VICL-65840/1(通常盤)          | 41位     |
| 17th | 2024年3月27日  | KAZUYOSHI SAITO 30th Anniversary Live 1993-2023 30＜31 〜これからもヨロチクビーム〜 Live at東京国際フォーラム2023.09.22                                                  | 12cmCD×2+マグネット+Tシャツ＋ポスター 12cmCD×2+マグネット 12cmCD×2 | VOSF-12698,12699(VICTOR ONLINE STORE限定セットA,B 初回限定盤) VIZL-2232(初回限定盤) VICL-65860/1(通常盤) | 22位     |
| 18th | 2025年3月26日  | 斉藤和義ライブツアー2024 “青春58きっぷ”〜Trio de Pon〜 Live at Zepp Haneda 2024.11.09                                                                                    | 12cmCD×3+グッズ 12cmCD×2                                           | VIZL-2335(初回限定盤) VICL-66003/4(通常盤)                                                               | 42位     |

#### その他のアルバム
- Seven （1999年9月22日）

伊藤広規、小田原豊と組んだバンド『SEVEN』のアルバム。

### 映像作品
|      | 発売日         | タイトル | 規格 | 規格品番 | 最高順位 |
| ---- | -------------- | --- | --- | --- | -------- |
| 1st  | 1995年9月1日   | VIDEO CLIPS Vol.1 君の顔が好きだ | VHS | FHVF-1531 |          |
| 2nd  | 1996年3月15日  | VIDEO CLIPS Vol.2 老人の歌 | VHS | FHVF-1112 |          |
| 3rd  | 1997年9月26日  | LIVE TOUR '97 歌え なまけもの | DVD VHS | BVBH-41003 FHVF-1125 |          |
| 4th  | 1998年12月2日  | VIDEO CLIPS Vol.3 歌うたいのバラッド | VHS | FHVF-1131 |          |
| 5th  | 2002年11月20日 | Kazuyoshi Saito Live Tour 2002 35 STONES | DVD VHS | VIBL-68 VIVL-283 |          |
| 6th  | 2004年5月19日  | VIDEO CLIPS Vol.4 ぼくらのルール | DVD | VIBL-166 |          |
| 7th  | 2005年3月16日  | 弾き語り 十二月 in武道館 〜青春ブルース完結編〜 | DVD | VIBL-275 |          |
| 8th  | 2005年6月29日  | VIDEO CLIPS '93〜'98 | DVD | BVBH-41004 |          |
| 9th  | 2008年9月17日  | CLIPS BEST 1993〜2007 | DVD | BVBR-11110/1 |          |
| 10th | 2009年3月25日  | LIVE TOUR 2008 歌うたい15＜16 Live at ZEPP TOKYO 2008.12.11 | DVD | VIZL-331(初回限定盤) VIBL-576/7(通常盤) |          |
| 11th | 2010年3月24日  | 斉藤“弾き語り”和義 ライブツアー2009≫2010 十二月 in 大阪城ホール 〜月が昇れば 弾き語る〜                                                                                  | DVD | VIBL-590/1(初回限定盤) VIBL-592/3(通常盤) |          |
| 12th | 2010年5月26日  | 斉藤和義 ライブツアー2009≫2010 "月が昇れば" at 日本武道館 2010.3.5 | DVD | VIBL-595/6(初回限定盤) VIBL-597/8(通常盤) |          |
| 13th | 2011年4月20日  | KAZUYOSHI SAITO LIVE TOUR 2010 STUPID SPIRIT Live at ZEPP TOKYO 2010.12.12                                                                                               | DVD | VIBL-603 |          |
| 14th | 2012年6月27日  | KAZUYOSHI SAITO LIVE TOUR 2011〜2012 at 武道館 2012.2.11 | DVD | VIBL-650/1(初回限定盤) VIBL-652/3(通常盤) |          |
| 15th | 2013年12月25日 | Kazuyoshi Saito 20th Anniversary Live1993-2013“20＜ 21”〜これからもヨロチクビ〜at 神戸ワールド記念ホール2013.8.25                                                        | Blu-ray DVD | VIXL-220(Blu-ray) VIBL-720/1(初回盤 DVD) VIBL-722/3(通常盤 DVD) |          |
| 16th | 2014年6月18日  | KAZUYOSHI SAITO LIVE TOUR 2013-2014 斉藤&和義 at NIPPON BUDOKAN 2014.2.16                                                                                                | Blu-ray+CD Blu-ray DVD2枚+CD DVD2枚 | VIZL-713(初回限定盤 Blu-ray) VIXL-213(通常盤 Blu-ray) VIZL-714(初回限定盤 DVD) VIBL-713/4(通常盤 DVD) |          |
| 17th | 2015年3月18日  | KAZUYOSHI SAITO LIVE TOUR 2014"RUMBLE HORSES" Live at ZEPP TOKYO 2014.12.12                                                                                              | Blu-ray+DVD Blu-ray DVD2枚+DVD DVD2枚 | VIZL-980(初回限定盤 Blu-ray) VIXL-280(通常盤 Blu-ray) VIZL-981(初回限定盤 DVD) VIBL-780/1(通常盤 DVD) |          |
| 18th | 2016年9月21日  | KAZUYOSHI SAITO LIVE TOUR 2015-2016 “風の果てまで” Live at 日本武道館 2016.5.22                                                                                          | Blu-ray+DVD Blu-ray DVD2枚+DVD DVD2枚 | VIZL-1150(初回限定盤 Blu-ray) VIXL-250(通常盤 Blu-ray) VIZL-1250(初回限定盤 DVD) VIBL-850/1(通常盤 DVD) | 4位      |
| 19th | 2017年10月25日 | 斉藤和義 弾き語りツアー 2017“雨に歌えば” Live at 中野サンプラザ 2017.06.21                                                                                               | Blu-ray+DVD Blu-ray DVD+DVD DVD | VIZL-1210(初回限定盤 Blu-ray) VIXL-210(通常盤 Blu-ray) VIZL-1220(初回限定盤 DVD) VIBL-920(通常盤 DVD) | 3位      |
| 20th | 2018年11月28日 | Kazuyoshi Saito LIVE TOUR 2018 Toys Blood Music Live at 山梨コラニー文化ホール2018.06.02                                                                                 | Blu-ray DVD | VIXL-260(初回限定盤) VIBL-930(初回限定盤) | 5位      |
| 21st | 2019年3月20日  | KAZUYOSHI SAITO 25th Anniversary Live 1993-2018 25＜ 26〜これからもヨロチクビーチク〜Live at 日本武道館 2018.09.07                                                       | Blu-ray+DVD Blu-ray DVD2枚+DVD DVD2枚 | VIZL-1560(初回限定盤 Blu-ray) VIXL-270(通常盤 Blu-ray) VIZL-1561(初回限定盤 DVD) VIBL-940/1(通常盤 DVD) | 6位      |
| 22nd | 2019年11月20日 | 斉藤和義 弾き語りツアー2019 “Time in the Garage” Live at 中野サンプラザ 2019.06.13                                                                                       | Blu-ray+DVD Blu-ray DVD+DVD DVD | VIZL-1630(初回限定盤 Blu-ray) VIXL-290(通常盤 Blu-ray) VIZL-1631(初回限定盤 DVD) VIBL-950(通常盤 DVD) | 7位      |
| 23rd | 2021年10月27日 | KAZUYOSHI SAITO LIVE TOUR 2020 "202020" 幻のセットリストで2日間開催!〜万事休すも起死回生〜 Live at 中野サンプラザホール 2021.4.28                                        | Blu-ray+CD+バッグ Blu-ray DVD+CD+バッグ DVD | VIZL-1930(初回限定盤 Blu-ray) VIXL-350(通常盤 Blu-ray) VIZL-1931(初回限定盤 DVD) VIBL-1040(通常盤 DVD) | 6位      |
| 24th | 2022年10月5日  | KAZUYOSHI SAITO LIVE TOUR 2021 “202020 & 55 STONES” Live at 東京国際フォーラム 2021.10.31                                                                                | Blu-ray+写真集+フィギュア2体 Blu-ray+写真集 Blu-ray DVD2枚+写真集+フィギュア2体 DVD2枚+写真集 DVD2枚 | VOSF-11390(VICTOR ONLINE STORE限定セット Blu-ray) VIZL-1790(初回限定盤) VIXL-320(通常盤 Blu-ray) VOSF-11391(VICTOR ONLINE STORE限定セット DVD) VIZL-1791(初回限定盤 DVD) VIBL-1080/1(通常盤 DVD) | 5位      |
| 25th | 2023年8月30日  | 斉藤和義 弾き語りツアー「十二月〜2022」Live at 日本武道館 2022.12.21 | Blu-ray+写真集+ボストンバッグ Blu-ray+写真集 Blu-ray DVD2枚+写真集+ボストンバッグ DVD2枚+写真集 DVD2枚 | VOSF-12306(VICTOR ONLINE STORE限定セット Blu-ray) VIZL-2031(初回限定盤 Blu-ray) VIXL-370(通常盤 Blu-ray) VOSF-12307(VICTOR ONLINE STORE限定セット DVD) VIZL-2032(初回限定盤 DVD) VIBL-1140/1(通常盤 DVD) | 7位      |
| 26th | 2023年12月20日 | KAZUYOSHI SAITO LIVE TOUR 2023 PINEAPPLE EXPRESS 〜明日大好きなロックンロールバンドがこの街にやってくるんだ〜 Live at 川口総合文化センターリリア メインホール 2023.07.22 | Blu-ray+写真集+ビーチタオル／Tシャツ+ポスター Blu-ray+写真集 Blu-ray DVD2枚+写真集+ビーチタオル／Tシャツ+ポスター DVD2枚+写真集 DVD2枚                                                                      | VOSF-12473〜8(VICTOR ONLINE STORE限定セットA,B Blu-ray) VIZL-2220(初回限定盤 Blu-ray) VIXL-420(通常盤 Blu-ray) VOSF-12473〜8(VICTOR ONLINE STORE限定セットA,B DVD) VIZL-2221(初回限定盤 DVD) VIBL1120/1(通常盤 DVD) | 15位     |
| 27th | 2024年3月27日  | KAZUYOSHI SAITO 30th Anniversary Live 1993-2023 30＜31 〜これからもヨロチクビーム〜 Live at東京国際フォーラム2023.09.22                                                  | Blu-ray+写真集+グッズ+アパレル+ポスター Blu-ray+写真集+グッズ／アパレル+ポスター Blu-ray+写真集 Blu-ray DVD2枚+写真集+グッズ+アパレル+ポスター DVD2枚+写真集+グッズ／アパレル+ポスター DVD2枚+写真集 DVD2枚 | VOSF-12688,12689(VICTOR ONLINE STORE限定セットA,B Blu-ray) VOSF-12692,12694,12695(VICTOR ONLINE STORE限定セットC,D,E Blu-ray) VIZL-2230(初回限定盤 Blu-ray) VIXL-430(通常盤 Blu-ray) VOSF-12690,12691(VICTOR ONLINE STORE限定セットA,B DVD) VOSF-12693,12696,12697(VICTOR ONLINE STORE限定セットC,D,E DVD) VIZL-2231(初回限定盤 DVD) VIBL-1130/1 (通常盤 DVD) | 9位      |
| 28th | 2025年3月26日  | 斉藤和義ライブツアー2024 “青春58きっぷ”〜Trio de Pon〜 Live at Zepp Haneda 2024.11.09                                                                                    | Blu-ray+DVD+写真集 Blu-ray DVD2枚+写真集 DVD | VIZL-2333(初回限定盤 Blu-ray) VIXL-503(通常盤 Blu-ray) VIZL-2334(初回限定盤 DVD) VIBL-1203 (通常盤 DVD) | 19位     |

## 参加作品
- 西村智彦  シングル「That's Life」（1992年11月26日発売）
カップリング「Circles」にギターで参加。
- コンピュータゲーム20周記念アルバム「祭囃子〜ゲームトリビュート」（1998年5月21日発売）
ゲーム「ぷよぷよ〜天ぷよぷよ通のオープニングテーマ」にて参加。
- 西村智彦  アルバム「Graffiti」（1998年6月24日発売）
「The Garden」にギターで参加。
- 忌野清志郎トリビュート・ライブ・アルバム「RESPECT!」（2000年5月5日発売）
収録曲「シュー」（RCサクセションのカバー）
- 尾崎豊トリビュートアルバム「"BLUE" A TRIBUTE TO YUTAKA OZAKI」（2004年3月24日発売）
収録曲「闇の告白」（尾崎豊のカバー）
- BONNIE PINK 1stカバー・アルバム「REMINISCENCE」（2005年6月22日発売）
収録曲「真夏の果実」（サザンオールスターズのカバー）
- ルースターズトリビュート・アルバム「RESPECTABLE ROOSTERS→Z a'-GOGO」（2005年9月28日発売）
収録曲「恋をしようよ」（ルースターズのカバー、アルバム「THE ROOSTERS」収録曲）
- 森雪之丞トリビュート・アルバム「words of 雪之丞」（2006年4月26日発売）
収録曲「天使の遺言」（早川義夫のカバー）
- 奥田民生トリビュート・アルバム『奥田民生・カバーズ』（2007年10月24日）
収録曲「カヌー」（奥田民生のカバー）
- AC/DCトリビュート・アルバム『THUNDER TRACKS』（2008年3月26日）
収録曲「地獄の鐘の音 - Hells Bells」（AC/DCのカバー）。ヒダカトオルとのデュエット。
- LAZY  シングル「感じてKnight」（2009年4月22日発売）
ULTIMATE LAZY for MAZINGER（LAZY、奥田民生、斉藤和義、JAM Project）として参加。LAZYの楽曲「感じてナイト」のセルフカバー。
- フラワーカンパニーズトリビュート・アルバム『深夜高速 -生きててよかったの集い-』（2009年9月16日）
収録曲「深夜高速」（フラワーカンパニーズのカバー）
- 東京スカパラダイスオーケストラ 15thオリジナル・アルバム「WORLD SKA SYMPHONY」（2010年3月10日発売）
収録曲「君と僕 2010」（東京スカパラダイスオーケストラの楽曲「君と僕」のセルフカバー）
- 仲井戸麗市トリビュート・アルバム「OK!!! C'MON CHABO!!!」（2011年2月23日発売）
収録曲「うぐいす」（仲井戸麗市のカバー）
- クレモンティーヌ「続 アニメンティーヌ 〜BOSSA DU ANIME〜」（2011年3月9日発売）
収録曲「歩いて帰ろう featuring 斉藤和義」（「歩いて帰ろう」をボッサアレンジしたフランス語ヴァージョンをデュエット）
- 忌野清志郎 カバーアルバム｢KING OF SONGWRITER〜SONGS OF KIYOSHIRO COVERS〜｣（2012年5月2日発売）
収録曲「エンジェル」(忌野清志郎のカバー)
- レキシ3rdアルバム『レキミ』（2012年12月5日発売）
収録曲「姫君Shake! feat. 齋藤摩羅衛門」（レキシネーム:齋藤摩羅衛門）ボーカルで参加。
- 木村カエラコラボカバーアルバム『ROCK』（2013年10月30日発売）
収録曲「Crazy Little Thing Called Love」（クイーンのカバー）コーラス・全楽器を担当。
- フラワーカンパニーズ アルバム『Stayin' Alive』
収録曲「この世は好物だらけだぜ」共同作詞・作曲・プロデュース及びギター・コーラスで参加。
- シシド・カフカのミニアルバム「K5（Kの累乗）」（2015年6月17日）
収録曲「Don’t be love feat.斉藤和義」共同作詞・作曲・プロデュース及びギター・ボーカルで参加。フジテレビ系ドラマ木曜劇場「医師たちの恋愛事情」主題歌 （2015年4月29日から先行配信されている）
- 松本隆トリビュート・カバーアルバム「風街であひませう」（2015年6月24日）
収録曲「白いパラソル」（松田聖子のカバー）
- 大橋トリオ10thアルバム『10』（2016年2月3日発売）
収録曲「恋するライダー feat.斉藤和義」ボーカルで参加。
収録曲「愛で君はきれいになる」ギターで参加。
- SPECIAL OTHERS コラボ作品集 「SPECIAL OTHERS Ⅱ」（2017年3月1日発売）
収録曲「ザッチュノーザ」（SPECIAL OTHERS & 斉藤和義）に参加。
- 阿久悠リスペクト・アルバム 『地球の男にあきたところよ 〜阿久悠リスペクト・アルバム』（2017年11月15日発売） 
収録曲「たそがれマイ・ラブ」（大橋純子のカバー）
- 三宅伸治トリビュート・アルバム『ソングライター』（2017年12月20日発売） 
収録曲「君が降りてきた夏」（MOJO CLUBのカバー）
- エレファントカシマシ『エレファントカシマシ カヴァーアルバム3 〜A Tribute to The Elephant Kashimashi〜』（2018年3月21日発売）
収録曲「かけだす男」（エレファントカシマシのカバー）
- 南佳孝 オリジナル・アルバム『Dear My Generation』（2018年9月26日発売)
収録曲「Mystery Train feat.斉藤和義」コーラスとギターで参加。
収録曲「はないちもんめ feat.斉藤和義＆Char」南佳孝とのデュエットで参加。
- 井上陽水トリビュート・カバーアルバム『井上陽水トリビュート』（2019年11月27日）
収録曲「カナリア」（井上陽水のカバー）
- 『THE STREET SLIDERS ”On The Street Again -Tribute & Origin-“」ストリート・スライダーズ  のデビュー40周年記念トリビュート盤（Disk1）にスライダーズのカバー曲「ありったけのコイン」で参加している。（2023年3月22日）

## タイアップ一覧
| 使用年 | 曲名                                                                           | タイアップ |
| ------ | ------------------------------------------------------------------------------ | --- |
| 1994年 | 君の顔が好きだ                                                                 | テレビ東京『モグラネグラ』オープニングテーマ                                                                             |
| 1994年 | 歩いて帰ろう                                                                   | フジテレビ系『ポンキッキーズ』オープニングテーマ                                                                         |
| 1995年 | 大丈夫                                                                         | マツダ「新方向ファミリア」CMソング                                                                                       |
| 1996年 | 空に星が綺麗                                                                   | 明星食品「チャルメラ」CFソング                                                                                           |
| 1996年 | 進め なまけもの                                                                | ベネッセコーポレーション「'96進研ゼミ中学講座」CMソング                                                                  |
| 1997年 | 郷愁                                                                           | TBS系『COUNT DOWN TV』1997年1月度オープニングテーマ                                                                      |
| 1997年 | 歌うたいのバラッド                                                             | TBS系『COUNT DOWN TV』1997年11・12月度エンディングテーマ                                                                 |
| 1998年 | Hey! Mr.Angryman                                                               | TBS系『さんまのSUPERからくりTV』エンディングテーマ                                                                       |
| 2000年 | アゲハ                                                                         | テレビ朝日系『ビートたけしのTVタックル』エンディングテーマ                                                               |
| 2002年 | 五秒の再会                                                                     | 日本テレビ系『AX MUSIC-TV』AX POWER PLAY#022テーマソング                                                                 |
| 2003年 | 透明の翼                                                                       | WOWOW ドラマW『俺は鰯－IWASHI－』主題歌                                                                                  |
| 2004年 | ぼくらのルール                                                                 | 日本テレビ系『汐留スタイル!』Stylish Play#039                                                                            |
| 2004年 | はぐれ雲                                                                       | NTTマーケティングアクト北陸 CMソング                                                                                     |
| 2004年 | 真夜中のプール                                                                 | 日本テレビ系『@サプリッ!』エンディングテーマ                                                                             |
| 2004年 | 誰かの冬の歌                                                                   | ツーカーホン関西「ツーカーV3」CMソング                                                                                   |
| 2004年 | 世界を白くぬれ!                                                                | スキージャム勝山 CMソング（2004年 - 2005年）                                                                             |
| 2005年 | ため息の理由                                                                   | Web動画ショート・シネマ min.Jam『ため息の理由』主題歌                                                                    |
| 2006年 | グッドモーニング サニーデイ                                                    | NTTドコモ関西 CMソング                                                                                                   |
| 2006年 | ウエディング・ソング                                                           | リクルート「ゼクシィ」CMソング                                                                                           |
| 2007年 | ベリー ベリー ストロング〜アイネクライネ〜（シングルバージョン）               | KBCテレビ『KBC AUGUSTA GOLF TOURNAMENT 2007』テーマソング                                                                |
| 2007年 | 虹                                                                             | TBS『ママアナのデジ@缶』エンディングテーマ                                                                               |
| 2007年 | 愛に来て                                                                       | UHA味覚糖「e-ma のど飴」CMソング                                                                                         |
| 2007年 | かすみ草                                                                       | ユニクロ「ユニクロ フリース」TVCMソング                                                                                  |
| 2008年 | やぁ 無情                                                                      | 武田薬品工業「アリナミン」CMソング（商品篇）                                                                             |
| 2008年 | やぁ 無情                                                                      | MSN We舞台『夢をかなえるゾウ』メインテーマ                                                                               |
| 2008年 | おつかれさまの国                                                               | 武田薬品工業「アリナミン」CMソング（ブランド篇）                                                                         |
| 2008年 | おつかれさまの国                                                               | MSN We舞台『夢をかなえるゾウ』エンディングテーマ                                                                         |
| 2009年 | Summer Days                                                                    | 映画『フィッシュストーリー』エンディングテーマ                                                                           |
| 2009年 | ドント・ウォーリー・ビー・ハッピー                                             | フジテレビ系『めざにゅ〜』テーマソング                                                                                   |
| 2009年 | 歩いて帰ろう                                                                   | 奈良テレビ『気ままに歩こーく!』オープニングテーマ（2009年4月 - 2015年3月）                                               |
| 2009年 | 愛の灯                                                                         | NHK総合 土曜ドラマ『リミット-刑事の現場2-』主題歌                                                                        |
| 2009年 | ランナウェイ 〜こんな雨じゃ〜                                                  | LISMOオリジナルドラマ『映画ゴールデンスランバービハインドストーリー 首相暗殺事件、その視聴者』主題歌                     |
| 2010年 | Golden Slumbers                                                                | 映画『ゴールデンスランバー』主題歌                                                                                       |
| 2010年 | 幸福な朝食 退屈な夕食                                                          | 映画『ゴールデンスランバー』エンディングテーマ                                                                           |
| 2010年 | ずっと好きだった                                                               | 資生堂「IN&ON」CMソング                                                                                                  |
| 2010年 | ずっと好きだった                                                               | レコチョク TV-CMソング                                                                                                   |
| 2010年 | Small Stone                                                                    | リコー「CX4」CMソング |
| 2010年 | Stick to fun! Tonight!                                                         | 江崎グリコ「ポッキー」スペースシャワーTVバージョンCFソング                                                               |
| 2010年 | 表参道                                                                         | 商店街振興組合原宿表参道欅会「表参道イルミネーション」公式テーマソング                                                   |
| 2011年 | 満男、飛ぶ                                                                     | 映画『FLY!〜平凡なキセキ〜』主題歌                                                                                       |
| 2011年 | ウサギとカメ                                                                   | 朝日放送・テレビ朝日系『朝だ!生です旅サラダ』10月〜12月エンディングテーマ                                                |
| 2011年 | おとな                                                                         | テレビ東京系『JAPAN COUNTDOWN』2011年10月度オープニングテーマ                                                            |
| 2011年 | やさしくなりたい                                                               | 日本テレビ系 水曜ドラマ『家政婦のミタ』主題歌                                                                            |
| 2011年 | あいされたいやつらのひとりごと                                                 | 読売テレビ・日本テレビ系『にけつッ!!』オープニングテーマ                                                                 |
| 2011年 | 歩いて帰ろう                                                                   | 朝日放送『東西芸人いきなり!2人旅』挿入歌（2011年 - 2013年）                                                              |
| 2011年 | COME ON!                                                                       | JR東日本「行くぜ、東北。」キャンペーンCMソング                                                                           |
| 2011年 | 空に星が綺麗〜悲しい吉祥寺〜                                                   | 映画『吉祥寺の朝日奈くん』エンディングテーマ                                                                             |
| 2012年 | メトロに乗って                                                                 | 東京メトロ「We are the Tokyo Navigator」CMソング                                                                         |
| 2012年 | 月光                                                                           | フジテレビ系ドラマチック・サンデー『家族のうた』主題歌                                                                   |
| 2012年 | 今夜、リンゴの木の下で                                                         | 映画『ポテチ』主題歌 |
| 2012年 | ひまわりの夢                                                                   | サッポロビール「北海道プレミアム」CMソング（2012年 - 2013年）                                                            |
| 2012年 | 幸せハッピー                                                                   | 北海道テレビ HTBスペシャルドラマ『幸せハッピー』エンディングテーマ                                                       |
| 2013年 | ワンモアタイム                                                                 | 東宝配給アニメ映画『名探偵コナン 絶海の探偵』主題歌                                                                      |
| 2013年 | Hello! Everybody!                                                              | 吉野家「登場」篇 CMソング                                                                                                |
| 2013年 | カーラジオ                                                                     | JAPAN FM LEAGUE 20th ANNIVERSARY SONG                                                                                    |
| 2013年 | Always                                                                         | リコーイメージング「PENTAX K-50」CMソング                                                                                |
| 2013年 | かげろう                                                                       | 映画『潔く柔く』主題歌                                                                                                   |
| 2013年 | 歩いて帰ろう                                                                   | niko and... TVCMソング（2013年 - 2014年）                                                                                |
| 2013年 | 大丈夫                                                                         | 北海道テレビ HTBスペシャルドラマ『別に普通の恋』エンディングテーマ                                                       |
| 2014年 | Endless                                                                        | 三井不動産レジデンシャル WEBドラマ『タイムスリップ!堀部安兵衛』主題歌                                                    |
| 2014年 | ワンダーランド                                                                 | NHK宇都宮放送局開局70周年 栃木発地域ドラマ『ライド ライド ライド』主題歌                                                 |
| 2015年 | ドント・ウォーリー・ビー・ハッピー                                             | 大塚製薬「ポカリスエット」CMソング（「洗たくもの篇」/「加湿器篇」）                                                      |
| 2015年 | 攻めていこーぜ!                                                                | ハウスウェルネスフーズ「ウコンの力」TVCMソング（「お会計篇」）                                                           |
| 2015年 | 歩いて帰ろう                                                                   | スズキ「ラパン」CMソング                                                                                                 |
| 2015年 | 歩いて帰ろう                                                                   | フジテレビ系『FNS27時間テレビ めちゃ²ピンチってるッ! 1億2500万人の本気になれなきゃテレビじゃないじゃ〜ん!!』メインテーマ |
| 2015年 | 傷口                                                                           | 読売テレビ・日本テレビ系 木曜ドラマ『婚活刑事』主題歌                                                                    |
| 2015年 | シンデレラ                                                                     | Huluオリジナル連続ドラマ『フジコ』主題歌                                                                                 |
| 2016年 | マディウォーター                                                               | テレビ朝日系 金曜ナイトドラマ『不機嫌な果実』主題歌                                                                      |
| 2016年 | 空に星が綺麗                                                                   | Netflixドラマ『火花』挿入歌                                                                                              |
| 2016年 | ひまわりに積もる雪                                                             | 資生堂 MAQuillAGEWebムービー「スノービューティー2016『逆さに降る雪』」主題歌                                             |
| 2016年 | 行き先は未来                                                                   | 映画『超高速!参勤交代 リターンズ』主題歌                                                                                 |
| 2017年 | 遺伝                                                                           | TBS系 金曜ドラマ『下剋上受験』主題歌                                                                                     |
| 2017年 | ずっと好きだった                                                               | 伊藤園「お〜いお茶」TV-CMソング（『春、まろやか』篇）                                                                    |
| 2017年 | はるかぜ                                                                       | サントリー「ふんわり鏡月クリア＜ライム＞」TV-CMソング                                                                    |
| 2017年 | 歌うたいのバラッド                                                             | アニメ映画『夜明け告げるルーのうた』主題歌                                                                               |
| 2017年 | I'm a Dreamer                                                                  | テレビ東京系 土曜ドラマ24『居酒屋ふじ』主題歌                                                                            |
| 2017年 | 始まりのサンセット                                                             | 中外製薬 スペシャル・ムービー『ある、かかりつけ薬剤師の一日篇』テーマソング                                              |
| 2018年 | 青空ばかり                                                                     | マイナビ「マイナビ2019 キミのすべて篇」CMソング                                                                          |
| 2018年 | 問題ない                                                                       | 三井不動産「三井アウトレットパーク2018スプリングフェア篇」TVCMソング                                                     |
| 2018年 | カラー                                                                         | 映画『かぞくいろ RAILWAYS わたしたちの出発』主題歌                                                                       |
| 2019年 | アレ                                                                           | 日本テレビ系 水曜ドラマ『家売るオンナの逆襲』主題歌                                                                      |
| 2019年 | 一緒なふたり                                                                   | ACジャパン・日本盲導犬協会2019年度支援キャンペーンCMソング                                                               |
| 2019年 | 小さな夜                                                                       | 映画『アイネクライネナハトムジーク』主題歌                                                                               |
| 2019年 | いつもの風景                                                                   | フジテレビ系アニメ『ちびまる子ちゃん』エンディング主題歌                                                                 |
| 2019年 | オートリバース〜最後の恋〜                                                     | 小説「オートリバース」コラボソング                                                                                       |
| 2019年 | 歩いて帰ろう                                                                   | NHK Eテレ『俳句王国がゆく』テーマ曲                                                                                      |
| 2020年 | 猫の毛                                                                         | TBS系『COUNT DOWN TV』2020年2・3月度オープニングテーマ                                                                   |
| 2020年 | 純風                                                                           | テレビ朝日『じゅん散歩』テーマソング                                                                                     |
| 2020年 | 歌うたいのバラッド                                                             | 野村不動産「プラウド」ブランドムービー「僕は、父が苦手だった。」主題歌                                                   |
| 2021年 | 上を向いて歩こう                                                               | 映画『半径1メートルの君〜上を向いて歩こう〜』主題歌                                                                      |
| 2021年 | 寝ぼけた街に                                                                   | UTグループ企業理念ムービー「Upward Together」テーマソング                                                                |
| 2021年 | 朝焼け                                                                         | アニメ映画『リクはよわくない』主題歌                                                                                     |
| 2021年 | Over the Season                                                                | 東洋水産「マルちゃん 赤いきつね緑のたぬき」CMソング                                                                      |
| 2022年 | 俺たちのサーカス                                                               | ENEOS「EneKey×俺たちのサーカス」キャンペーンWebCMソング                                                                  |
| 2022年 | 明日大好きなロックンロールバンドがこの街にやってくるんだ - From THE FIRST TAKE | 「アサヒスーパードライ×THE FIRST TAKE」WEB CMタイアップソング                                                            |
| 2022年 | 100年サンシャイン                                                              | オタフクソース100周年記念Webムービー『笑顔の理由』テーマソング                                                           |
| 2023年 | 底無しビューティー                                                             | 雪印メグミルク「恵 megumi ガセリ菌SP株ヨーグルト」CMソング                                                               |
| 2024年 | 泣くなグローリームーン                                                         | テレビ朝日系木曜ドラマ『ザ・トラベルナース』シーズン2主題歌                                                              |
| 2025年 | 透明の地図                                                                     | リクルート『SUUMO』ウェブCMソング                                                                                        |
| 2025年 | HAPPY                                                                          | 読売テレビ・日本テレビ系情報番組『サタデーLIVE ニュース ジグザグ』テーマソング                                           |

## 提供曲・プロデュース
- 三宅伸治プロジェクト 1stオリジナル・アルバム「Music Planet〜いいことがあるといいね〜」（2000年5月5日発売）
収録曲「何もなかった日」「世界は日の出を待ってる」
- つじあやの 3rdオリジナル・アルバム「BALANÇO」（2002年4月17日発売）
収録曲「君に会いに行きましょう」
- ICE 5thシングル「LIFE (ICEのシングル)」（1995年7月5日発売）／5thオリジナル・アルバム「SOUL DIMNSION」（1996年11月27日発売）
収録曲「See The Music On The TV」
- ICE 2ndミニ・アルバム「SPIRIT vol.2」（2002年8月28日発売）
収録曲「(Going To The)LIGHT OF THE WORLD」
- BLACK BOTTOM BRASS BAND 7thオリジナル・アルバム「ワッショイ★スター」（2004年6月23日発売）
収録曲「涙のパレード」（作詞: 斉藤和義、作曲: KOO）
- 平川地一丁目 1stオリジナル・アルバム「えんぴつで作る歌」（2004年7月28日発売）
- ムーンライダーズ（アルバム: 月面讃歌）
収録曲「恋人が眠った後に唄う歌」
- 逆鱗×斉藤和義 アルバム「フィッシュストーリー」（2009年2月25日）
収録曲「FISH STORY」（作詞: 伊坂幸太郎・斉藤和義 作曲・編曲: 斉藤和義）
- 関ジャニ∞ 3rdオリジナル・アルバム「PUZZLE」（2009年4月15日発売）
収録曲「パズル」（作詞・作曲・編曲: 斉藤和義）
- PUFFY 9thオリジナル・アルバム「Splurge」（2006年6月28日発売）
収録曲「らくだの国」（作詞・作曲・編曲: 斉藤和義）
- PUFFY 11thオリジナル・アルバム「Bring it!」（2009年6月17日発売）
収録曲「晴れ女」（作詞・作曲・編曲: 斉藤和義）
- 藤井フミヤ 18thオリジナル・アルバム「F's シネマ」（2009年9月30日発売）
収録曲「罪滅星」（作詞・作曲: 斉藤和義）
- 小泉今日子「コラボレーキョン」（2011年2月16日）
収録曲「虹が消えるまで」（作曲: 斉藤和義）　映画「ホノカアボーイ」（2009年3月14日公開）の主題歌
- SMAP 46thシングル「僕の半分」（2011年12月21日）
収録曲「僕の半分」（作詞・作曲・編曲: 斉藤和義）
- 鈴木雅之「ALL TIME BEST 〜Martini Dictionary〜」（2015年3月4日） 
収録曲「純愛」（作詞・作曲・編曲: 斉藤和義）
- 夏木マリ ミニアルバム「朝はりんごを食べなさい」（2016年4月13日）
収録曲「Player」（作詞・作曲）[132]
- 南佳孝 オリジナル・アルバム『Dear My Generation』（2018年9月26日)
収録曲「Mystery Train feat.斉藤和義」（作詞）
収録曲「はないちもんめ feat.斉藤和義＆Char」（作詞）
- 伊藤ふみお（KEMURI）ソロアルバム『FRIENDSHIP』（2019年3月27日)
収録曲「Beautiful Dreams」（作曲）

### 映画音楽
- 八月のかりゆし（2003年、ギャガ）
- サヨナラCOLOR（2005年、ザジフィルムズ）
- ため息の理由（2006年）
- フィッシュストーリー（2009年、ショウゲート） ※エンディングテーマ曲「Summer Days」提供。サウンドトラック「逆鱗×斉藤和義『フィッシュストーリー』」プロデュース
- ゴールデンスランバー（2010年、東宝） ※主題歌「Golden Slumbers」、エンディングテーマ「幸福な朝食 退屈な夕食」提供。劇中音楽担当。サウンドトラック「ゴールデンスランバー 〜オリジナルサウンドトラック〜」プロデュース
- FLY!〜平凡なキセキ〜（2012年、よしもとクリエイティブ・エージェンシー） ※主題歌「満男、飛ぶ」提供
- ポテチ（2012年、ショウゲート） ※主題歌「今夜、リンゴの木の下で」提供。劇中音楽担当[40]
- 超高速!参勤交代 リターンズ（2016年、松竹） ※主題歌「行き先は未来」提供
- 夜明け告げるルーのうた（2017年、東宝アニメーション） ※「歌うたいのバラッド」が主題歌に起用
- かぞくいろ―RAILWAYS わたしたちの出発―（2018年、松竹） ※主題歌「カラー」提供
- アイネクライネナハトムジーク（2019年、ギャガ） ※主題歌「小さな夜」提供、及び劇中音楽担当。サウンドトラック『小さな夜〜映画「アイネクライネナハトムジーク」オリジナルサウンドトラック〜』（2019年9月18日）をリリース
- 半径1メートルの君〜上を向いて歩こう〜（2021年、吉本興業） ※主題歌「上を向いて歩こう」提供[133]
- リクはよわくない（2021年、東京テアトル、チャンスイン） ※主題歌「朝焼け」提供[134]

### 舞台
- ミュージカル「ロカビリー☆ジャック」（2019年） - テーマソング作曲・作曲[135]

## 書籍
- ワンダフル “ワンダー” フィッシュ（1995年4月4日、1998年12月10日）シンコーミュージック ISBN 4-401-61494-1、ISBN 978-4-401-61494-3
斉藤へのインタビュー他[136]。
- 伊坂幸太郎×斉藤和義 絆のはなし（2007年10月11日）講談社 ISBN 4-062-14089-6、ISBN 978-4-062-14089-8
伊坂と斉藤の対談[137]。
- 斉藤和義本（2013年10月23日）角川書店 ISBN 978-4-04-731899-1
初のエッセイ
- Guitar Magazine Special Artist Series 斉藤和義（2018年3月28日）ギター・マガジン責任編集 ISBN 9784845632299

## 受賞歴
日本レコード大賞
- 『第50回日本レコード大賞』優秀作品賞「やぁ 無情」[138]
- 『第52回日本レコード大賞』優秀アルバム賞「ARE YOU READY?」[139]
- 『第54回日本レコード大賞』優秀作品賞「やさしくなりたい」[140]

日本ゴールドディスク大賞
- 『第27回（2013年）日本ゴールドディスク大賞』ベスト5ソング･バイ･ダウンロード「やさしくなりたい」[141]

SPACE SHOWER MUSIC AWARDS
- 『SPACE SHOWER MUSIC AWARDS 2011』BEST MALE VIDEO（男性ソロアーティストの最優秀作品）「ずっと好きだった」[142]

iTunes Rewind
- 『iTunes Rewind 2010』ベストソング「ずっと好きだった」[143]

ザテレビジョンドラマアカデミー賞
- 『第71回ザテレビジョンドラマアカデミー賞』ドラマソング賞「やさしくなりたい」[144]

## 出演

### 舞台
- SINGER5「ベリーイージーライダー」（2009年9月29日、紀伊國屋ホール）[145]

### 映画
- 八月のかりゆし[注 6]（2003年、ギャガ） - キジムナー 役[146]
- サヨナラCOLOR（2005年、ザジフィルムズ） - 患者3 役
- ため息の理由（2006年） - DJ 役

### テレビドラマ
- ドキュメントドラマ トーキョー#REMIX 〜僕達はここにいる〜 第1話（1999年、テレビ神奈川ほか）[147]
- 木曜ドラマ ザ・トラベルナース 第2シリーズ 最終話（2024年12月19日、テレビ朝日系） - バックパッカー 役[148]

### テレビ番組
- SHIONOGI MUSIC FAIR 21（2007年6月16日、フジテレビ・関西テレビ）[149]
- 情熱大陸（2009年7月19日、毎日放送 / TBSテレビ系）[150][151]
- Music Lovers（2010年12月5日・2011年12月11日、日本テレビ系）[152][153]
- レコ☆Hits!（2010年12月8日、日本テレビ系）
- ミュージックステーション（テレビ朝日系）
  - ミュージックステーションスーパーライブ2010（2010年12月24日、テレビ朝日）
  - ミュージックステーション（2011年10月21日、テレビ朝日）
  - ミュージックステーションスーパーライブ2011（2011年12月23日）
  - ミュージックステーションスーパーライブ2013（2013年12月27日）
- にけつッ!!（2011年10月30日、日本テレビ系）
- ドレミファさまぁ〜ず♪（2012年7月18日・12月28日・2013年9月30日、テレビ東京系）
- 第63回NHK紅白歌合戦（2012年12月31日、NHK） - 初出場[154]
- SONGS（2015年10月31日・2018年3月8日、NHK総合）[155][156]
- タモリ倶楽部（2016年8月26日、テレビ朝日系） - 星野源と出演[157]
- FNSうたの夏まつり〜アニバーサリーSP〜（2017年8月2日、フジテレビ系）[158]
- じゅん散歩 5周年デラックス！ 純ちゃん毎朝お疲れさんポ 純風満帆今日も行く！（2020年10月4日、テレビ朝日）[159]
- 天海祐希・石田ゆり子のスナックあけぼの橋（2024年12月23日、フジテレビ系）[160]

 他多数。

### CM
- 味覚糖「e-maのど飴」[161]（2007年9月〜2007年12月）※CM終盤でギターを手に「愛に来て」を歌っている。
- グリコ「ポッキー&アーティスト&スペースシャワーTVコラボレーションCM 斉藤和義 × Pocky篇」（2010年10月〜2010年12月） ※ポッキー仕様ギターを手に「Stick to fun! Tonight!」を歌っている[162]。
- グリコ「ポッキー（ポッキー&プリッツの日特別バージョン 斉藤和義 × 川島海荷篇）」（2010年11月8日のみ）※11月8日のみの日本全国放送ほか、スペースシャワーTVでは期間限定放送[163]。
- グリコ「みんなに笑顔を届けたい。」（2011年7月20日 - ）※7月20日からのCMでポッキー仕様ギターを手に「ドレミのうた」（ペギー葉山版）を出演者らと合唱している[164]。
- サッポロビール「生ビール・黒ラベル」大人エレベーター45歳編（2012年3月 - ）（妻夫木聡と共演）
- 東京メトロ「We are the Tokyo Navigator」隅田川花火大会篇（2012年7月）（武井咲と共演）
- PENTAX「PENTAX K-30」Drift turn篇（2013年6月29日 - ）※「Always」を歌っている。（向井理と共演）

### MV
- サザンオールスターズ「天国オン・ザ・ビーチ」（2014年）

## 主なライブ
- 「LIVE TOUR'97『歌え なまけもの』」
- 「LIVE TOUR'99 〜Golden Delicious Hour〜」（1999年）
- 「LIVE HOUSE SPECIAL ONE PLUS THREE」（1999年）
- 「LIVE TOUR 2000 『COLD TUBE』」（2000年）
- 「MAKE SONG TOUR『SEVEN'S SENSE』」（2001年）
- 「十二月 〜Wnter Caravan Strings〜」（2001年）
- 「弾き語り『残暑』」（2003年）
- 「弾き語り十二月 in 武道館 〜青春ブルース完結編〜」（2004年）
- 「LIVE TOUR 2005 "FLY 〜ボンジュール夫人の秋〜"」《10/20 - 12/8 全国12ヶ所13公演》
- 「LIVE TOUR 2006 〜俺たちのロックンロール〜」《10/20 - 12/2 全国7ヶ所8公演に加えて仙台と広島で追加公演》
- 「LIVE TOUR 2007 〜紅 ベリー ストロング〜」《5/12 - 7/5 全国13ヶ所14公演》
- 「LIVE TOUR 2008 〜I LOVE ME〜」《1/22 - 4/4 全国22公演に加えて大阪と東京で追加公演》
- 「デビュー15周年ライブツアー “歌うたい 15＜16”」《2008.12/4 - 12/27 全国8ヶ所10公演》
- 「ライブツアー2009≫2010 “月が昇れば”」《2009.10/3 - 2010.3/22 全国41公演》
- 「斉藤“弾き語り”和義 ライブツアー2009≫2010  十二月 in 大阪城ホール 〜月が昇れば 弾き語る〜」《2009.12/26 大阪城ホール》
- 「ライブツアー2010 “STUPID SPIRIT”」《11/5 - 12/19 全国9ヶ所14公演》
- 「斉藤和義 on USTREAM 『空に星が綺麗』」（2011年）
- 「LIVE TOUR 2011-2012 “45STONES”」《2011.11/5 - 2012.3/31 全国40ヶ所40公演》
- 「斉藤和義 弾き語りツアー十二月〜2012」（2012年）《11/11 - 12/29 全国14都市17公演》
- デビュー20周年アニバーサリーアリーナツアー「KAZUYOSHI SAITO 20th Anniversary Live 1993-2013 "20＜21" 〜これからもヨロチクビ〜」《2013.8.24/25 神戸ワールド記念ホール - 9.1 さいたまスーパーアリーナ》
- 「ライブツアー2013〜2014 “斉藤&和義”」《2013.10/26 - 2014.4/29 全国55都市62公演》
- 3ピース ライブハウスツアー「LIVE TOUR 2014 "RUMBLE HORSES"」《11/25 - 12/27 全国7都市13公演》
- 「KAZUYOSHI SAITO LIVE TOUR 2015-2016“風の果てまで”」《2015.11/21〜2016.6/5 全国47都道府県67公演》
- 弾き語りツアー 2017 “雨に歌えば”《5/11 - 7/3 全国21都市23公演》
- 「KAZUYOSHI SAITO LIVE TOUR 2018 "Toys Blood Music"」《3/31 - 7/31 全国41都市47公演》
- デビュー25周年アニバーサリーツアー「KAZUYOSHI SAITO 25th Anniversary Live 1993-2018 "25＜26" 〜これからもヨロチクビーチク〜」《2018.8/24 - 9/19 全国6ヶ所9公演に加えて札幌で追加公演》
- 弾き語りツアー 2019 “Time in the Garage” 《4/13 - 6/22 全国27都市29公演》
- 「LIVE TOUR 2021 “202020 & 55 STONES”」《5/2 - 10/31 全国42ヶ所47公演》
- 弾き語りツアー「十二月〜2022」《2022.10/10〜2023.2/9 全国25ヶ所28公演》
- 「KAZUYOSHI SAITO LIVE TOUR 2023 “PINEAPPLE EXPRESS”〜明日大好きなロックンロールバンドがこの街にやってくるんだ〜」《4/29 - 7/30 全国33ヶ所35公演》
- デビュー30周年アニバーサリーツアー「KAZUYOSHI SAITO 30th Anniversary Live 1993-2023 30＜31 〜これからもヨロチクビーム〜」《2023.8/24 - 9/22 全国7ヶ所10公演》
- 「斉藤和義 ライブツアー 2024 “青春58きっぷ” ～Trio de Pon～」《2024.9/27 - 11/9 全国10ヶ所15公演》
- 「能登半島復興支援チャリティコンサート～空に星が綺麗プロジェクト～」（2025年）